# نیتکوویتسه
نیتکوویتسه (به چکی: Nítkovice) یک منطقهٔ مسکونی در جمهوری چک است که در ناحیه کرومیریژ واقع شده‌است. نیتکوویتسه ۹٫۱۴ کیلومتر مربع مساحت و ۲۸۰ نفر جمعیت دارد و ۳۰۰ متر بالاتر از سطح دریا واقع شده‌است.